# 美利堅聯盟國總統
美利堅聯盟國總統（英語：President of the Confederate States of America）簡稱聯盟國總統、邦聯總統（英語：President of the Confederate States），是美國在南北戰爭期間分裂出去的美利堅聯盟國之國家元首。唯一擔任此職者為傑佛遜·戴維斯，於1861年2月18日至1865年5月10日間就任。

## 職務
依美利堅聯盟國憲法，其總統職務與美利堅合眾國總統幾乎完全相同。
聯盟國總統為：
- 由來自聯盟國內各州的選舉人團推選產生。各州選舉人團代表數為其國會議員數（參議員＋眾議員）。
- 與副總統參選人為競選夥伴（running mate）（正副總統不可為同一州之居民）
- 須出生時為聯盟國公民或於1860年12月20日前為合眾國公民且為聯盟國公民14年以上。
- 至少35歲。

## 權力
美利堅聯盟國總統擁有與美利堅合眾國總統大致同樣的權力。總統雖然不能直接提案，但可經參議院同意任命最高法院法官、大使、內閣成員、與其他官員。
其總統為聯盟國軍事武力最高統帥（Commander-in-Chief）；對法案具有否決權。
國會可因“叛亂、貪污、或其他輕重罪行”彈劾總統。

### 相異處
聯盟國總統與合眾國總統有若干關鍵性的差異：
- 截至1951年前，合眾國正副總統於四年任期後可無限次連選連任；聯盟國正副總統一任六年，不得連任。戰後，六年制這項革新在聯邦重建時深獲民心，拉瑟福德·B·海斯在其總統就職演說中鼎力支持。
- 聯盟國總統有一項獨特的權力，可對法案逐項否決（line item veto）。若干州長也有這項權力。

## 外部連結
- The Papers of Jefferson Davis （页面存档备份，存于） 萊斯大學